# Гордон, Александр Владимирович
Александр Владимирович Гордон (род. 1 октября 1937, Днепропетровск) — советский и российский историк, культуролог, франковед, востоковед, синолог, крестьяновед. Доктор исторических наук, главный научный сотрудник и заведующий сектором Восточной и Юго-Восточной Азии отдела Азии и Африки ИНИОН.

## Биография и творчество
Закончил школу в Слониме (1954).
Окончил истфак Ленинградского университета (1959), специалист по истории Франции, ученик Я. М. Захера, от которого, как вспоминал, «унаследовал интерес к так называемым низам, городской и сельской „массе“ и, соответственно, к изучению её места в Революции». Вспоминал: «Хотя в моем дипломе записано „Преподаватель истории средней школы“, педпрактика у нас продолжалась несколько маловыразительных недель. Зато мой университетский „сельхозстаж“ достиг к окончанию чистых шести месяцев. И это был очень содержательный университет (занятие в котором было продолжено в ФБОН)». С 1961 года в секторе востоковедения Фундаментальной библиотеки общественных наук (ФБОН, с 1968 года ИНИОН), прошёл путь от старшего редактора/младшего научного сотрудника до завсектором Восточной и Юго-Восточной Азии ИНИОН. Сменил во ФБОН однофамильца Л. А. Гордона. Познакомился с работавшей там Светланой Марносовой, станущей Гордон. Окончил аспирантуру Института истории в Москве (1965).
В 1968 году защитил кандидатскую диссертацию по Французской революции («Установление якобинской диктатуры», научный руководитель — А. З. Манфред). В 1989 году получил степень доктора исторических наук за монографию «Крестьянство Востока: исторический субъект, культурная традиция, социальная общность». Его учителями были С.Н.Валк, Я.М.Захер, Е.Э.Печуро.
В 2000-х годах вёл спецкурсы в Саратовском университете и РГГУ.
Область научных интересов: всеобщая история, история Франции, крестьяноведение, социальные и политические процессы в Китае. Вспоминал, что его обращение в крестьяноведение «началось с Востока», а «после Фанона от Африки и Ближнего Востока перешел к Востоку Дальнему» (см. ниже о монографии про Фанона), тогда как «наш отдел стараниями присоединившихся ко мне в 1980-х годах А. И. Фурсова и Ю. В. Чайникова стал центром историографии по крестьяноведческой проблематике»; «мне оказался близок жанр социальной антропологии, когда в центре человек, его жизнь, его картина мира. А не клетка обусловленности внешними факторами, в которую он заключен! И когда встал вопрос о собственной профидентичности, я самоопределился в сторону исторической антропологии. Не социологии — при всем моем уважении к этому направлению. Пожалуй, то был кульминационный момент моего крестьяноведческого становления…». Проф. В. В. Бабашкин указывал Гордона одним из самых авторитетных участников семинара «Современные концепции аграрного развития".
Входит в редсовет научного журнала «Крестьяноведение».
Автор более 200 научных публикаций. Публиковался в изданиях: «Французский ежегодник», «Россия и современный мир», «Вестник РГГУ». Автор монографии о Франце Фаноне.

## Труды
- Проблемы национально-освободительной борьбы в творчестве Франца Фанона. М.: Наука, 1977.
- Падение жирондистов: Народное восстание в Париже 31 мая — 2 июня 1793 г. М.: Наука, 1988.
- Крестьянство Востока: Исторический субъект, культурная традиция, социальная общность. М.: Наука, 1989.
- Новое время как тип цивилизации. М., 1996.
- Цивилизация Нового времени между мир-культурой и культурным ареалом (Европа и Азия в XVII—XX вв.). Научно-аналитический обзор. Москва, ИНИОН РАН, 1998. 130 с.
- Великая Французская революция в советской историографии (2009. 380 с.) {Рец. П. Уварова}
- Историки железного века. ‒ М.; СПб.: Центр гуманитарных инициатив, 2018. ‒ 448с. ‒ (Humanitas). {Рец.} — "По мысли автора, как отмечает Ю. В. Дунаева, служит личностным дополнением к предыдущей монографии ("Великая Французская революция...")".